# Żeby nie bolało
Żeby nie bolało – polski film dokumentalny z 1998 roku w reżyserii Marcela Łozińskiego. W filmie tym Łoziński wraca do Urszuli Flis, bohaterki swojego wcześniejszego o 24 lata filmu Wizyta. W Żeby nie bolało widz ogląda rozmowy, jakie z Flis przeprowadziła Agnieszka Kublik, dziennikarka „Gazety Wyborczej".

## Treść filmu
Film rozpoczyna się od trzynastominutowego fragmentu Wizyty, przedstawiającego rozmowy, które dziennikarze „Polityki” – Marta Wesołowska i Erazm Ciołek – przeprowadzili z rolniczką Urszulą Flis. Po tym wstępie napis „22 lata później” wprowadza we właściwą część filmu. Tym razem z Urszulą Flis rozmawia Agnieszka Kublik, rolę fotoreportera ponownie pełni Erazm Ciołek. Rozmowy wyglądają inaczej niż we wcześniejszym filmie – w przeciwieństwie do Marty Wesołowskiej, która 22 lata wcześniej chciała namówić bohaterkę do porzucenia życia na wsi i zostania intelektualistką, Kublik nie jest natarczywa, chce zrozumieć swoją rozmówczynię.

## Nagrody
- 1998 – Złoty Gołąb, Grand Prix MFF w Lipsku
- 1998 – Don Kichot, nagroda Międzynarodowej Federacji Klubów Filmowych na festiwalu w Lipsku
- 1998 – III Nagroda na festiwalu na Bornholmie
- 1998 – Nagroda Specjalna Jury XII Międzynarodowego Festiwalu Filmów Dokumentalnych i Antropologicznych w Parnu[4]